# Frederik V van Neurenberg
Frederik V van Neurenberg (rond 3 maart 1333 - 21 januari 1398) was van 1357 tot 1398 burggraaf van Neurenberg. Hij behoorde tot het huis Hohenzollern.

## Levensloop
Frederik V was de oudste zoon van markgraaf Johan II van Neurenberg en Elisabeth van Henneberg-Schleusingen. Na de dood van zijn vader in 1357 werd hij burggraaf van Neurenberg en was zo verantwoordelijk voor de bescherming van het strategisch belangrijke kasteel van Neurenberg. In 1363 kreeg hij als eerste burggraaf van Neurenberg door keizer Karel IV de koninklijke rang toegewezen. 
In 1398 overleed Frederik V, waarna zijn zonen Johan III en Frederik VI burggraven van Neurenberg werden. Zijn twee zoons besloten echter het gebied van hun vader te verdelen en zo werd Johan III ook de eerste markgraaf van Brandenburg-Kulmbach en Frederik VI de eerste markgraaf van Brandenburg-Ansbach. Frederik VI zou in 1415 onder de naam Frederik I eveneens keurvorst van Brandenburg worden.

## Huwelijk en nakomelingen
In 1356 huwde Frederik V met Elisabeth, dochter van markgraaf Frederik II van Meißen. Ze kregen volgende kinderen:
- Elisabeth (1358-1411), huwde in 1374 met Rooms-Duits koning Ruprecht van de Palts
- Beatrix (1362-1414), huwde in 1375 met hertog Albrecht III van Oostenrijk
- Anna (1364 - na 1392), zuster in de abdij van Seußlitz
- Catharina (overleden in 1409), abdis in de abdij van Hof
- Agnes (1366-1432), zuster (1376-1386 en vanaf 1406) en abdis (vanaf 1411) in de abdij van Hof en huwde in 1386 met baron Frederik van Daber
- Margaretha (1367-1406), huwde in 1383 met landgraaf Herman II van Hessen
- Johan III (1369-1420), burggraaf van Neurenberg en markgraaf van Brandenburg-Kulmbach
- Frederik VI (1371-1440), burggraaf van Neurenberg, markgraaf van Brandenburg-Ansbach en keurvorst van Brandenburg
- Veronica, huwde met hertog Barnim VI van Pommeren

## Voorouders
| Frederik V van Neurenberg             | Frederik V van Neurenberg                                               | Frederik V van Neurenberg                                               | Frederik V van Neurenberg                                               | Frederik V van Neurenberg                                               | Frederik V van Neurenberg                                                             | Frederik V van Neurenberg                                                             | Frederik V van Neurenberg                                                             | Frederik V van Neurenberg                                                             |
| ------------------------------------- | ----------------------------------------------------------------------- | ----------------------------------------------------------------------- | ----------------------------------------------------------------------- | ----------------------------------------------------------------------- | ------------------------------------------------------------------------------------- | ------------------------------------------------------------------------------------- | ------------------------------------------------------------------------------------- | ------------------------------------------------------------------------------------- |
| Overgrootouders                       | Frederik III van Neurenberg (1220–1297) ∞ Helena van Saksen (1247-1309) | Frederik III van Neurenberg (1220–1297) ∞ Helena van Saksen (1247-1309) | Meinhard II (1238-1295) ∞ Elisabeth van Beieren (1227-1273)             | Meinhard II (1238-1295) ∞ Elisabeth van Beieren (1227-1273)             | Berthold V of Henneberg-Schleusingen (-1284) ∞ Sophie van Schwarzburg (-1279)         | Berthold V of Henneberg-Schleusingen (-1284) ∞ Sophie van Schwarzburg (-1279)         | Hendrik I van Hessen (1244-1308) ∞ Adelheid van Brunswijk (1244-1274)                 | Hendrik I van Hessen (1244-1308) ∞ Adelheid van Brunswijk (1244-1274)                 |
| Grootouders                           | Frederik IV van Neurenberg (1287–1332) ∞ Margaretha van Gorizia (-1348) | Frederik IV van Neurenberg (1287–1332) ∞ Margaretha van Gorizia (-1348) | Frederik IV van Neurenberg (1287–1332) ∞ Margaretha van Gorizia (-1348) | Frederik IV van Neurenberg (1287–1332) ∞ Margaretha van Gorizia (-1348) | Berthold VII van Henneberg-Schleusingen (1272-1340) ∞ Adelheid van Hessen (1268–1317) | Berthold VII van Henneberg-Schleusingen (1272-1340) ∞ Adelheid van Hessen (1268–1317) | Berthold VII van Henneberg-Schleusingen (1272-1340) ∞ Adelheid van Hessen (1268–1317) | Berthold VII van Henneberg-Schleusingen (1272-1340) ∞ Adelheid van Hessen (1268–1317) |
| Ouders                                | Johan II van Neurenberg (1309–1357) ∞ Elisabeth van Henneberg (-1377)   | Johan II van Neurenberg (1309–1357) ∞ Elisabeth van Henneberg (-1377)   | Johan II van Neurenberg (1309–1357) ∞ Elisabeth van Henneberg (-1377)   | Johan II van Neurenberg (1309–1357) ∞ Elisabeth van Henneberg (-1377)   | Johan II van Neurenberg (1309–1357) ∞ Elisabeth van Henneberg (-1377)                 | Johan II van Neurenberg (1309–1357) ∞ Elisabeth van Henneberg (-1377)                 | Johan II van Neurenberg (1309–1357) ∞ Elisabeth van Henneberg (-1377)                 | Johan II van Neurenberg (1309–1357) ∞ Elisabeth van Henneberg (-1377)                 |
| Frederik V van Neurenberg (1333–1398) |                                                                         |                                                                         |                                                                         |                                                                         |                                                                                       |                                                                                       |                                                                                       |                                                                                       |